# 公的個人認証サービス

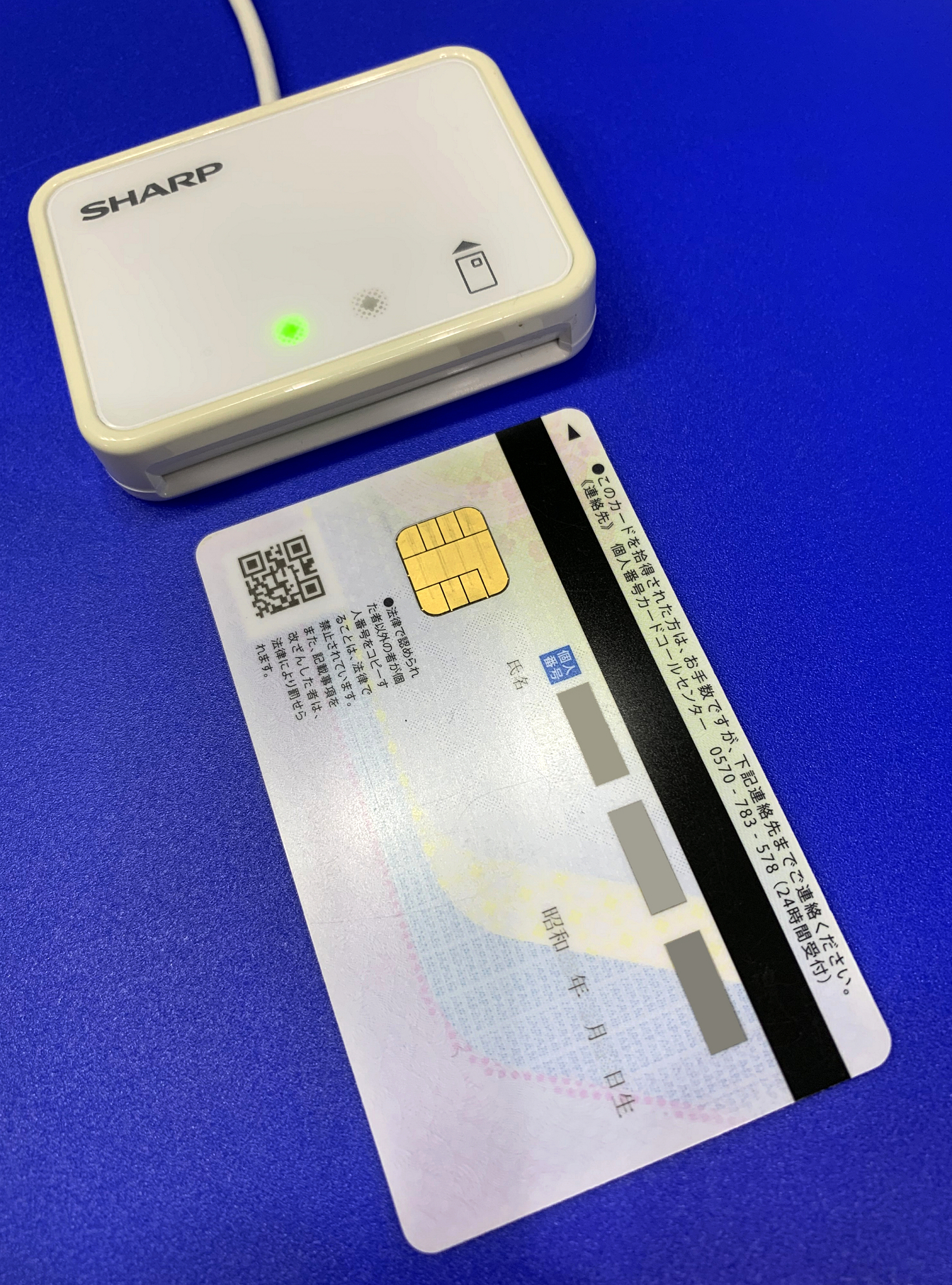
公的個人認証サービスで利用される接触型ICカードリーダライタ

公的個人認証サービス（こうてきこじんにんしょうサービス、英語: JPKI, Japanese Public Key Infrastructure）とは、インターネット上での本人確認に必要な電子証明書を住民基本台帳に記載されている希望者（日本国内に住民票のある日本国民および在留カード所持住民）に対して、無料で提供するためのサービスである。

## 概要
2004年（平成16年）1月29日に、個人向けのサービスとして電子証明書の発行が開始され、政府機関や各地方公共団体への各種届出・申請など、利用可能な行政手続は現在も順次追加されている。
電子証明書の格納方法はサービスによって異なるが、おおむね非接触又は接触式のICカードやCD等に格納する形式で提供されている。カードリーダーと専用ソフトを使って、任意のファイルに対して電子署名を付すことができ、電子署名済ファイルの電子署名をインターネット経由で検証する事ができる（相互認証のサービスなら他も可能）。民間利用も可能であり、電子契約書等で利用する事も可能である。
なお、電子署名及び認証業務に関する法律に基づくもので、電子文書に対する電子署名の基盤となるサービスである。同法に基づいた同種のサービスは多く存在（個人の公的個人認証サービス、法人の商業登記認証局、官職は官職認証局（多数あり統合予定）、その他の税理士（日税連電子認証局）や司法書士（司法書士認証局）などが該当）し、相互認証されていれば公的な電子署名として、印鑑登録証明書と同等の効力で利用できる。

## 利用可能な手続

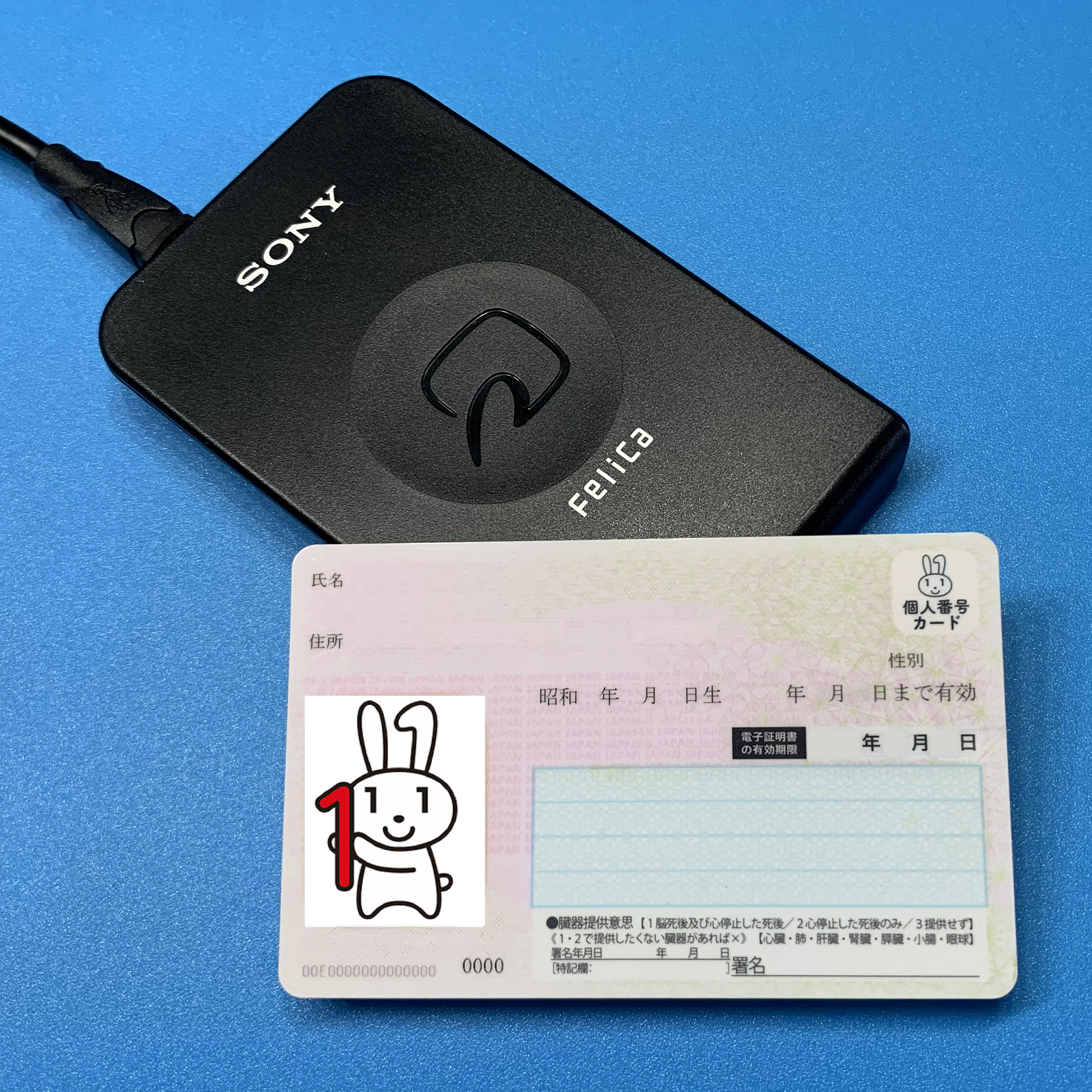
「非接触型 ICカード リーダ/ライタ」と「マイナンバーカード」

利用可能な行政手続のリストは、公的個人認証サービスポータルサイトの「ご利用できる行政手続き等」の公式サイト に掲載されている。利用可能な行政手続の例を挙げれば、
- 国税電子申告・納税システム（e-Tax）[2]では、所得税・法人税・消費税の確定申告等を、
- 地方税ポータルシステム（eLTAX）[3]では、法人事業税・法人県民税の申告等

を行うことにより、税務署等に出向かなくても日本の租税の申告などが可能となる。
電子証明書を実際の行政手続等で利用するためには、電子証明書を記録するためのICカードが必要であり、現在は個人番号カードや電子証明書有効期限内の住民基本台帳カードを利用する。また、パソコン及びそれに接続するICカードリーダライタも必要となる。
公的個人認証サービスに対応したICカードリーダライタの情報は、公的個人認証サービスポータルサイトの「ICカードリーダライタのご用意」で確認できる。

## 証明書の発行
発行者は、地方公共団体情報システム機構。市区町村の窓口にて発行の申請が行える。原則として代理申請は認められない。
申請に必要な費用は、住民基本台帳カードの場合は、一般的に500円で有効期間は発行日より3年間であった。個人番号カードの場合は、発行手数料は無料で有効期間は発行日より5回目の誕生日まで（有効期間3か月未満となった場合で、期間満了日までに更新手続をとった場合は6回目の誕生日まで）有効である。
- ただし有効期間内でも、本人が死亡した場合、電子証明書の記載事項に変更（住所や氏名の変更など）が生じた場合、鍵の紛失などにより本人が希望した場合は、その時点で無効となる（住民基本台帳ネットワークシステムより情報が提供されるため、異動の事実が生じると共に公的個人認証サービスの電子証明書も失効する）。
- 住民基本台帳ネットワークシステムに不参加の地方公共団体内に住所のある者は、公的個人認証サービスを利用することは出来なかったが、日本国政府の個人番号導入に伴い、2015年（平成27年）3月30日に、最後まで参加しなかった福島県東白川郡矢祭町が住基ネットに参加し、不参加自治体は解消された。サービス開始当初は「安全性に疑問が残る」として長野県が参加していなかったが、その後2004年（平成16年）7月12日より、長野県でもサービスが開始された。

また、電子証明書を行政手続に利用する際の操作性については、 総務省広報誌（2009年2月号）によれば、大幅に向上したとされる。
総務省によると、公的個人認証サービスによって発行された電子証明書の数は、2009年（平成21年）2月末日現在で、約104万枚（累計）である。
電子証明書には、e-taxなどに用いる署名用電子証明書とマイナポータルなどのポータルサイトやコンビニでの公的証明書類発行時の利用者確認に用いる利用者証明用電子証明書の2種類が存在する。